# Schoenus efoliatus
Schoenus efoliatus là loài thực vật có hoa trong họ Cói. Loài này được F.Muell. miêu tả khoa học đầu tiên năm 1875.